# Kham Sakaesaeng (huyện)
Kham Sakaesaeng (tiếng Thái: ขามสะแกแสง) là một huyện (amphoe) ở phía bắc của tỉnh Nakhon Ratchasima, đông bắc Thái Lan.

## Lịch sử
Chính phủ đã tách 2 tambon Kham Sakaesaeng và Mueang Nat từ huyện Non Sung và lập tiểu huyện (King Amphoe) Kham Sakaesaeng ngày 25 tháng 11 năm 1968. Đơn vị này đã được chính thức nâng cấp thành huyện 28 tháng 6 năm 1973.

## Địa lý
Các huyện giáp ranh (từ phía bắc theo chiều kim đồng hồ) là Khong, Non Sung, Non Thai và Phra Thong Kham.

## Hành chính
Huyện này được chia thành 7 phó huyện (tambon). Có hai thị trấn (thesaban tambon) ở huyện này: Kham Sakae Saeng nằm trên một phần của tambon Kham Sakae Saeng, Nong Hua Fan nằm trên một phần của the tambon Nong Hua Fan và Mueang Nat.
| 1. | Kham Sakaesaeng | ขามสะแกแสง |  |
| 2. | Non Mueang      | โนนเมือง    |  |
| 3. | Mueang Nat      | เมืองนาท    |  |
| 4. | Chiwuek         | ชีวึก        |  |
| 5. | Pha-ngat        | พะงาด      |  |
| 6. | Nong Hua Fan    | หนองหัวฟาน  |  |
| 7. | Mueang Kaset    | เมืองเกษตร  |  |